# Trúc Đông

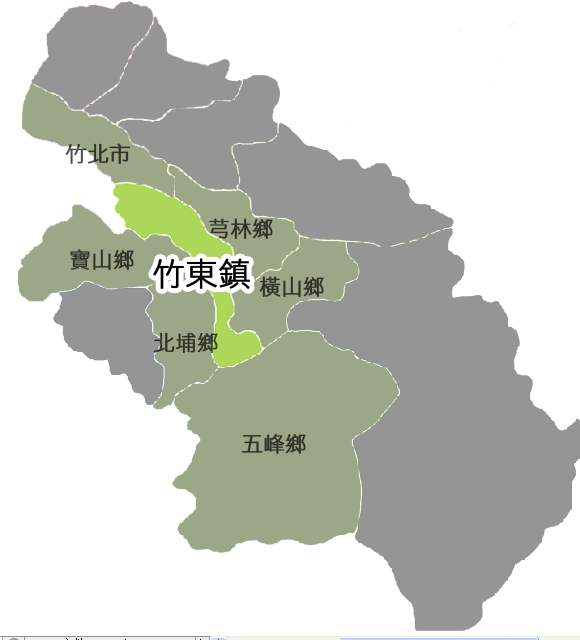
Vị trí tại Tân Trúc (màu xanh đậm)

Trúc Đông (tiếng Trung: 竹東鎮; bính âm: Zhúdōng zhèn) là một trấn của huyện Tân Trúc, tỉnh Đài Loan, Trung Hoa Dân Quốc (Đài Loan). Trấn là một khu vực công nghiệp phát triển tại huyện Tân Trúc, đặc biệt là lĩnh vực công nghệ cao cùng với sự hiện diện của công viên khoa học Tân Trúc trên địa bàn. Tổng diện tích của trấn là 53,5133 km², dân số vào tháng 8 năm 2011 là 96.610 người thuộc 30.913 hộ gia đình, mật độ cư trú đạt 1805,3 người/km². Trúc Đông là một trấn miền núi và có nhiều người Khách Gia sinh sống.